# Wendell Moore Jr.

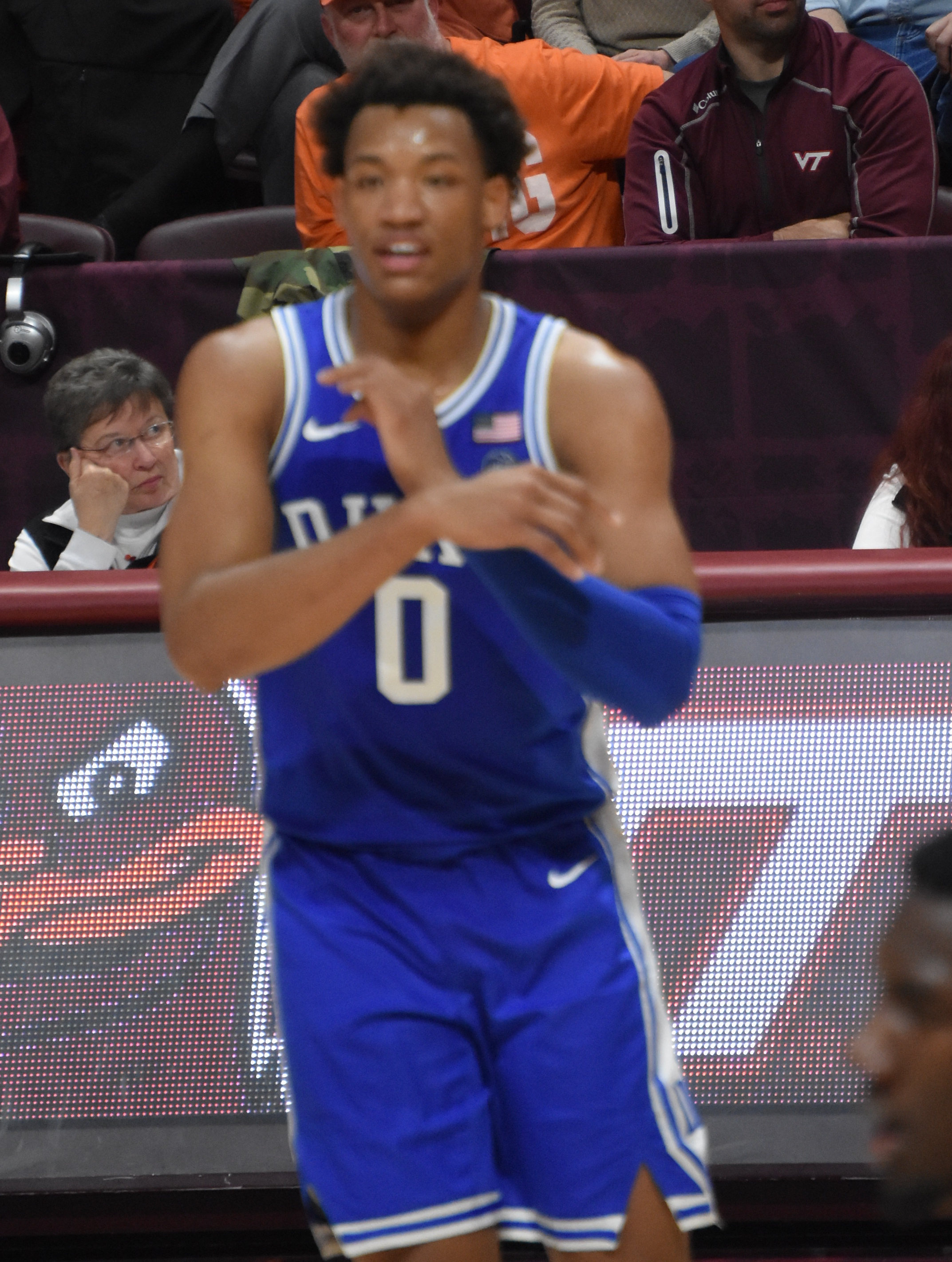
Wendell Moore Jr., 2019.

Wendell Horace Moore Jr., född 18 september 2001 i Richmond i Virginia, är en amerikansk professionell basketspelare (SG/SF) som spelar för Charlotte Hornets i National Basketball Association (NBA). Han har tidigare spelat för Minnesota Timberwolves och Detroit Pistons.
Moore draftades av Dallas Mavericks i första rundan i 2022 års draft som 26:e spelare totalt.
Innan han blev proffs studerade Moore vid Duke University och spelade för deras idrottsförening Duke Blue Devils.